# هله هوله

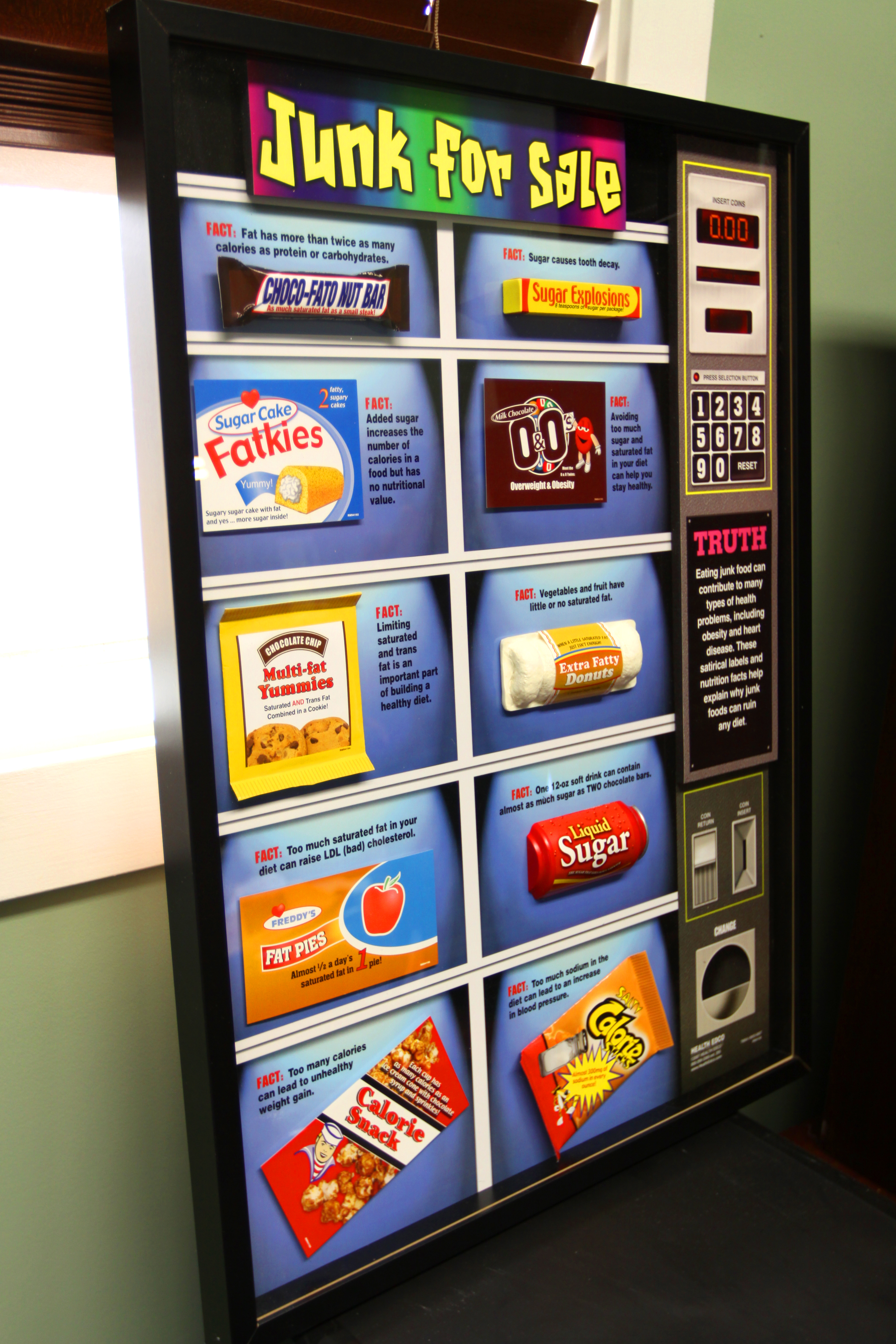
پوستری علیه هله هوله.

هله هوله، تنقلات، مواد غذایی کم ارزش، یا هله‌خوراک (به انگلیسی: Junk food) توصیفی است تحقیرآمیز برای خوراکی‌های مختلفی که حاوی سطوح بالایی از کالری، قند یا چربی و در عوض مقادیر ناچیزی فیبر، پروتئین خوراکی، ویتامین یا مواد معدنی هستند. هله هوله همچنین می‌تواند اشاره به مواد غذایی با پروتئین بالا مانند گوشت آماده شده با چربی‌های اشباع کند که برخی معتقدند ممکن است ناسالم باشد. اگر چه برخی از مطالعات نشان داده‌اند که هیچ ارتباطی بین چربی‌های اشباع شده و بیماری‌های قلبی و عروقی وجود ندارد. بسیاری از محصولات همبرگر، مرغ سرخ شده و مانند آن می‌توانند در ردیف مواد کم ارزش غذایی باشند.
با وجود اینکه به عنوان «آشغال» از چنین غذاهای نام برده می‌شود اما وقتی که به مقدار متعارفی همراه با غذاهای معمولی خورده شوند، ناسالم نخواهند بود. با این حال نگرانی در مورد اثرات منفی سلامت ناشی از مصرف هله هوله و غذاهای سنگین، منجر به محدودیت در تبلیغات و فروش هله هوله در کشورهای مختلف شده‌است.

## منشأ اصطلاح
اصطلاح هله هوله یا خوراکی آشغال حداقل از اوایل دهه ۱۹۵۰ وجود داشته‌است اما در سال ۱۹۷۲ توسط میکوبسن رایج شد.

## تعاریف
آندرو اسمیت در کتاب "دانشنامه غذاهای هله هوله و فست فود" خوراکی آشغال را به عنوان "محصولات تجاری از جمله آب نبات، فراورده‌های نان، بستنی، تنقلات شور و نوشابه که کم ارزش یا فاقد ارزش تغذیه‌ای است اما مقدار زیادی از کالری، نمک و چربی دارد. بسیاری از فست فودها از غذاهای آشغال محسوب می‌شوند. برخی فست فودها پر کالری و دارای ارزش تغذیه‌ای کم هستند و برخی مانند سالاد، دارای کالری کم و ارزش غذایی بالا هستند.
مواد غذایی که معمولاً هله هوله و آشغال در نظر گرفته می‌شوند عبارتند از: اسنکهای نمکی، آدامس، آب نبات شیرین، دسرهای سرخ شده، فست فود و نوشابه‌های گازدار. بسیاری از غذاها مانند همبرگر، پیتزا و تاکو می‌تواند غذای ناسالم و هله خوراک در نظر گرفته شوند.